# Trehörningen (Anundsjö socken, Ångermanland, 709221-161141)
Trehörningen är en sjö i Örnsköldsviks kommun i Ångermanland och ingår i Gideälvens huvudavrinningsområde. Sjön har en area på 0,201 kvadratkilometer och ligger 349,3 meter över havet.

## Delavrinningsområde
Trehörningen ingår i det delavrinningsområde (709332-161136) som SMHI kallar för Utloppet av Trehörningen. Medelhöjden är 388 meter över havet och ytan är 1,83 kvadratkilometer. Det finns inga avrinningsområden uppströms utan avrinningsområdet är högsta punkten. Vattendraget som avvattnar avrinningsområdet har biflödesordning 4, vilket innebär att vattnet flödar genom totalt 4 vattendrag innan det når havet efter 113 kilometer. Avrinningsområdet består mestadels av skog (73 procent). Avrinningsområdet har 0,14 kvadratkilometer vattenytor vilket ger det en sjöprocent på 7,6 procent.